# Isaura Marly Gama Álvarez
Isaura Marly Gama Álvarez (más conocida como Marly o referida como Isaura Marly G. Alvares) es una ex-jugadora brasileña de baloncesto y voleibol.
Fue seleccionada del conjunto femenino de baloncesto de Brasil con el que alcanzó la medalla de bronce en los Juegos Panamericanos de 1955 en Ciudad de México y la medalla de plata en los Juegos Panamericanos de 1959 en Chicago y en los Juegos Panamericanos de 1963 en São Paulo; además, participó de la Selección femenina de voleibol de Brasil que ganó la medalla de bronce en los Juegos Panamericanos de 1955 en Ciudad de México.
Por otro lado, se alzó con la medalla de oro en el Campeonato Sudamericano Femenino de Baloncesto adulto de Brasil 1954  y Perú 1958, la medalla de plata en Santiago de Chile 1960 y la medalla de bronce en Paraguay 1962. Adicionalmente, fue vencedora del Campeonato Sudamericano de Voleibol Femenino adulto de Río de Janeiro 1951 y Lima 1961.

## Estadísticas en competencias FIBA
| Año            | Competencia                               | PPJ | RPJ | APJ |
| -------------- | ----------------------------------------- | --- | --- | --- |
| 1953           | Campeonato Mundial de Baloncesto femenino | 3,5 | 0   | 0   |
| Promedio total | Promedio total                            | 3,5 | 0   | 0   |
| Fuente: FIBA.  |                                           |     |     |     |